# Artemis Fowl (libro)
Artemis Fowl es el primer libro de la famosa saga del mismo nombre escrita por el escritor irlandés Eoin Colfer. Es seguido en la serie por Artemis Fowl: Encuentro en el Ártico.
A lo largo del libro, el narrador en tercera persona cambia repetidamente para seguir a los personajes humanos y a los fantásticos.

## Argumento
En este volumen, Artemis Fowl, frívolo chico de 12 años de cociente intelectual inigualable y perteneciente a una legendaria familia de ladrones de guante blanco, tras una ardua búsqueda con la ayuda de su brutal mayordomo y guardaespaldas Mayordomo, consigue verificar la existencia de ciertos ancestrales seres fantásticos llamados Criaturas (elfos, centauros, duendes, enanos y trolls, entre otros) recluidos en el Subsuelo.
Artemis consigue hacerse de un ejemplar de su Libro (cierta clase de bestiario o manual en el que se dictan sus códigos de vida, etc.) y lo utiliza para obtener esenciales datos con los que idear un perfecto plan para arrebatar a las Criaturas una gran cantidad de oro, y así incrementar la fortuna de su familia.
Así, secuestra a Holly Canija, casualmente capitana de la PES (Policía de los Elementos del Subsuelo). Tras varias interacciones con los mandos de la PES (las cuales, además de charlas de negociación, incluyen el envío de un enano ladrón -Mantillo Mandíbulas- y de un troll incontrolable y la utilización de Paradas de Tiempo), éstos deciden que la única forma de resolver la situación es enviar una bomba biológica (arma que solamente destruye la vida sin dañar el entorno en lo más mínimo) a la mansión Fowl.
De forma inesperada, Artemis consigue evitar la parada de tiempo (algo que hasta el momento había sido considerado imposible), salvándose también de la bio-bomba, y obteniendo finalmente el oro tan deseado y, además, la salida de su madre de la profunda depresión en la que se encontraba.

## Lista de Capítulos
- Prólogo
- Capítulo I: El Libro
- Capítulo II: La Traducción 
- Capítulo III: Holly
- Capítulo IV: El Secuestro
- Capítulo V: Desaparecida en Combate
- Capítulo VI: El Asedio
- Capítulo VII: Mantillo
- Capítulo VIII: El Troll
- Capítulo IX: La Mejor Baza
- Epìlogo

## Personajes Principales

### Humanos
- Artemis Fowl II es el protagonista de la serie. Con sus 12 años de vida, el chico es un niño prodigio y, por descender de una familia de ladrones de "guante blanco", una de las más grandes mentes criminales del mundo. En este primer libro, Artemis consigue confirmar la existencia de las Criaturas y mediante un perfecto plan consigue arrebatarles grandes cantidades de oro.
- Domovoi Mayordomo, su guardaespaldas, es conocido simplemente como "Mayordomo", ya que no se revela su primer nombre sino hasta el tercer libro. Además de guardaespaldas, mayordomo (se cree que por la antigua relación de servicio entre las familias Fowl y Mayordomo es que se le acuñó el término), cocinero, etc, este personaje cumple ciertas veces la función de amigo o del desaparecido padre de Artemis.
- Juliet Mayordomo es la hermana de Domovoi. Aunque su aspecto consigue cautivar a cuanto hombre la vea, la tradición de la familia Mayordomo no hace excepción, y esta chica es fanática de la lucha.
- Angeline Fowl es la madre de Artemis. Pasa la mayor parte del libro en un estado de profunda depresión debido a la desaparición de su esposo, algunos momentos, en indefinidos contactos con la locura. Al final del libro, Angeline recupera la razón.

### Criaturas
- Capitana Holly Canija es la primera oficial femenina de la división de Reconocimiento de la PES. Es, junto con Artemis, uno de los personajes principales.
- Comandante Julius Remo: es comandante de la PES y el encargado de manejar la operación "Artemis Fowl" la mayor parte del tiempo. Recibe su apodo "Remo" por "remolacha", ya que se enoja hasta quedar violeta.
- Potrillo es el centauro encargado de proveer de tecnología a la PES. Es además uno de los responsables de los más grandes avances de la tecnología mágica, por lo que no suele ser demasiado modesto. Sus peleas cargadas de sarcasmo con Julius son costumbre para todos.
- Mantillo Mandíbulas es un enano cleptómano. Ayuda a la PES a ingresar a la mansión Fowl, ocasión que aprovecha para hacerse el muerto y escapar. Su papel se hace más importante en los siguientes tomos.

## Traducción de los símbolos al pie de página
Portada:
Llevame siempre contigo,
cuidame con tiento,
pues soy tu maestro
de herbario y encantamiento

Libro:
Las profecías de Ohm limpiador de las escupideras de Frond, Rey de los elfos. Yo soy Ohm limpiador de las escupideras del rey pero soy mucho más que eso pues veo el futuro escrito en los esputos. Durante siglos nosotros los pixis hemos leidola flema depositada en las escupideras pero yo soy el mejor de todos mis visiones suelen ser por lo general de escasa importancia profetizo los brotes de viruela de los troles o los ataques de gases de los enanos ancianos. Sin embargo a veces incluso un simple limpiador de escupideras puede ver cosas maravillosas. Hace dos lunas sin ir más lejos me vino una visión cuando me hallaba observando atentamente la misma escupidera de su malestad. Estaba calentando la escupidera en una llama cuando apareció la señal la visión era la más detallada de cuantas había visto jamás. Por su importancia decidí dejar constancia de ella por escrito para la posteriedad y por eso puedo decir que ya os lo adverti. Vi un tiempo en el que las criaturasse verán obligadas a vivir bajo tierra por culpa de los fangosos. Eso es lo que me dijo la flema. En esa época aparecerá un ser entre nosotros. Un ser que lleva Fowl por nombre y es malvado por naturaleza. Un fangoso distinto a los demás. Descubrirá todos nuestros secretos y los utilizara contra nosotros. Lo veo con toda claridad. Tiene la cara pálida los ojos oscuros y el pelo negro como el azabache. 
Aunque debe de haber algún error, pues parece un simple chiquillo. Ningún chico Fangoso sería capaz de burlar a las Criaturas. Sin embargo, ahora veo que el chico no está solo: cuenta con un guerrero formidable como ayudante marcado por un millar de batallas. Este tal Fowl exigirá un rescate a las Criaturas a fin de obtener su posesión más preciada: el oro. Y, a pesar de todos nuestros poderes mágicos, cabe la posibilidad de que se salga con la suya, pues ha descubierto cómo escapar del campo temporal.
Por desgracia, no puedo decir cómo termina la historia, pero aún hay más: una nueva historia ocurrirá.
Alguien pondrá en contra a las Criaturas y a los Fangosos. A lo peor de ambas razas. El objetivo de este duende consiste en aniquilar a todas las Criaturas de la Tierra. ¿Y quién es ese traidor? No estoy del todo seguro. Provocará una guerra sin parangón en toda la historia de las Criaturas. Los que antes eran enemigos aunarán sus fuerzas contra él y por primera vez habrá Fangosos bajo la superficie. Tengo una pista para averiguar su identidad: Un acertijo en verso.
"Los Goblins se sublevarán
Y Refugio se desmoronará.
Un elfo canalla será
quien todo esto provocará.
Para encontrar a este villano traidor
Busca donde apunta el dedo indicador.
Un elfo de dos caras, ninguna es verdadera,
mienten como bellacas, a cual más embustera,
aunque una mano amiga parece tender,
su meta es hacerse con todo el poder."
Ya lo se. No es sencillo ¿verdad? Yo tampoco lo entiendo, pero a lo mejor en el futuro todo se aclare. Busca a un elfo sediento de poder al que un dedo señala a lo largo de nuestra historia.
He aquí el legado de Ohm: Una advertencia que puede salvar al mundo de la destrucción total. No hay muchas pistas que puedan servir de ayuda. Ya lo se. Los detalles son un poco imprecisos. Mi consejo es que consultes los esputos, pues puede que tengas aptitudes.
He enterrado esta profecía con mi escupidera. Si no tienes la suerte de trabajar como limpiador de escupideras, una buena ración de escupitajos suelen acompañar a cualquier resfriado.
Aquí terminan las primeras profecías de Ohm, pero por la importancia de mis visiones repetiré las profecías una vez más. Si acabas de empezar a comprender el texto, sigue leyendo. Si has logrado descifrar el mensaje completo ¡Enhorabuena, entonces! Ahora ve y salva al mundo.